# Marek Belka

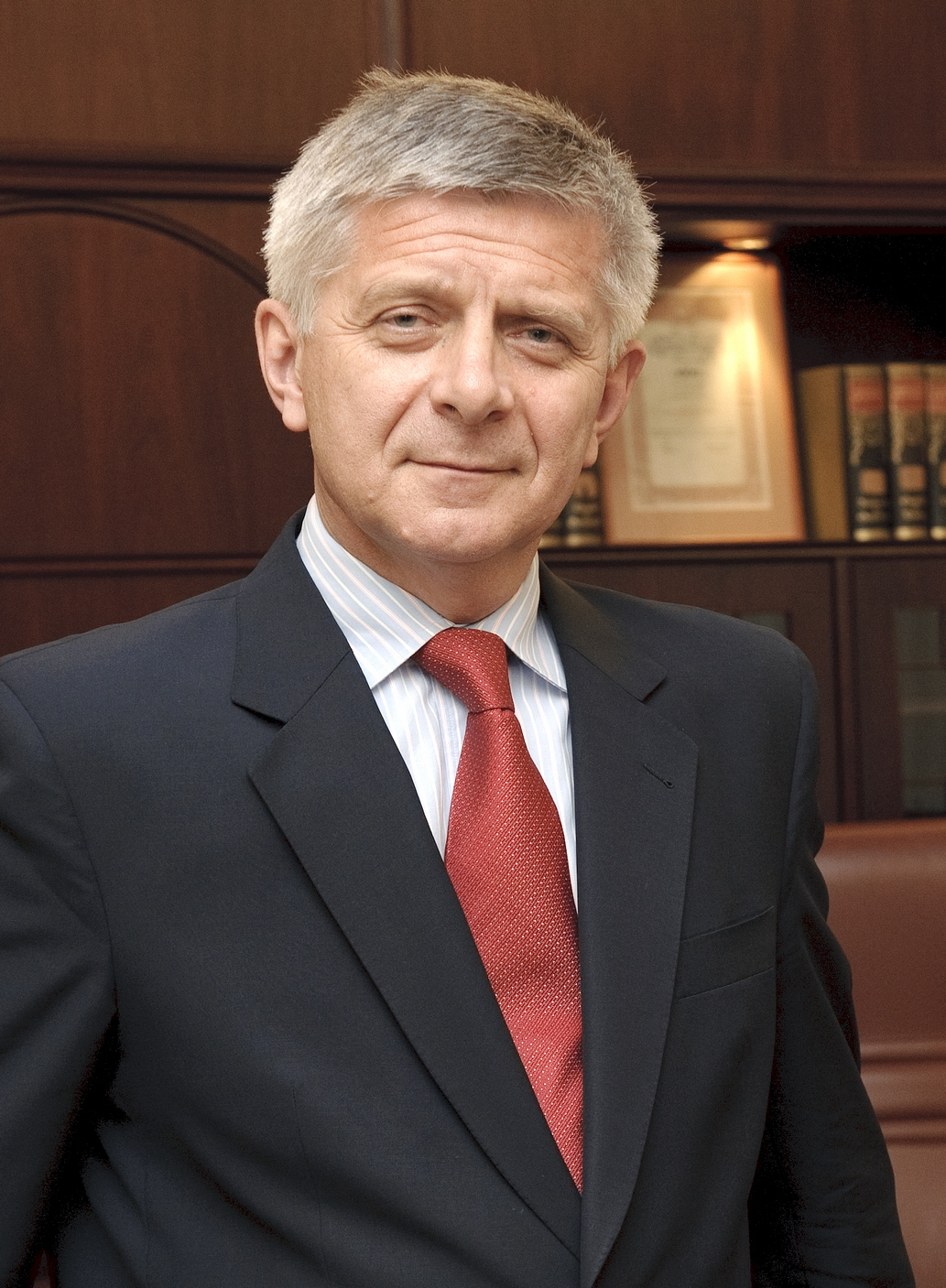
Marek Belka in Warschau 2010

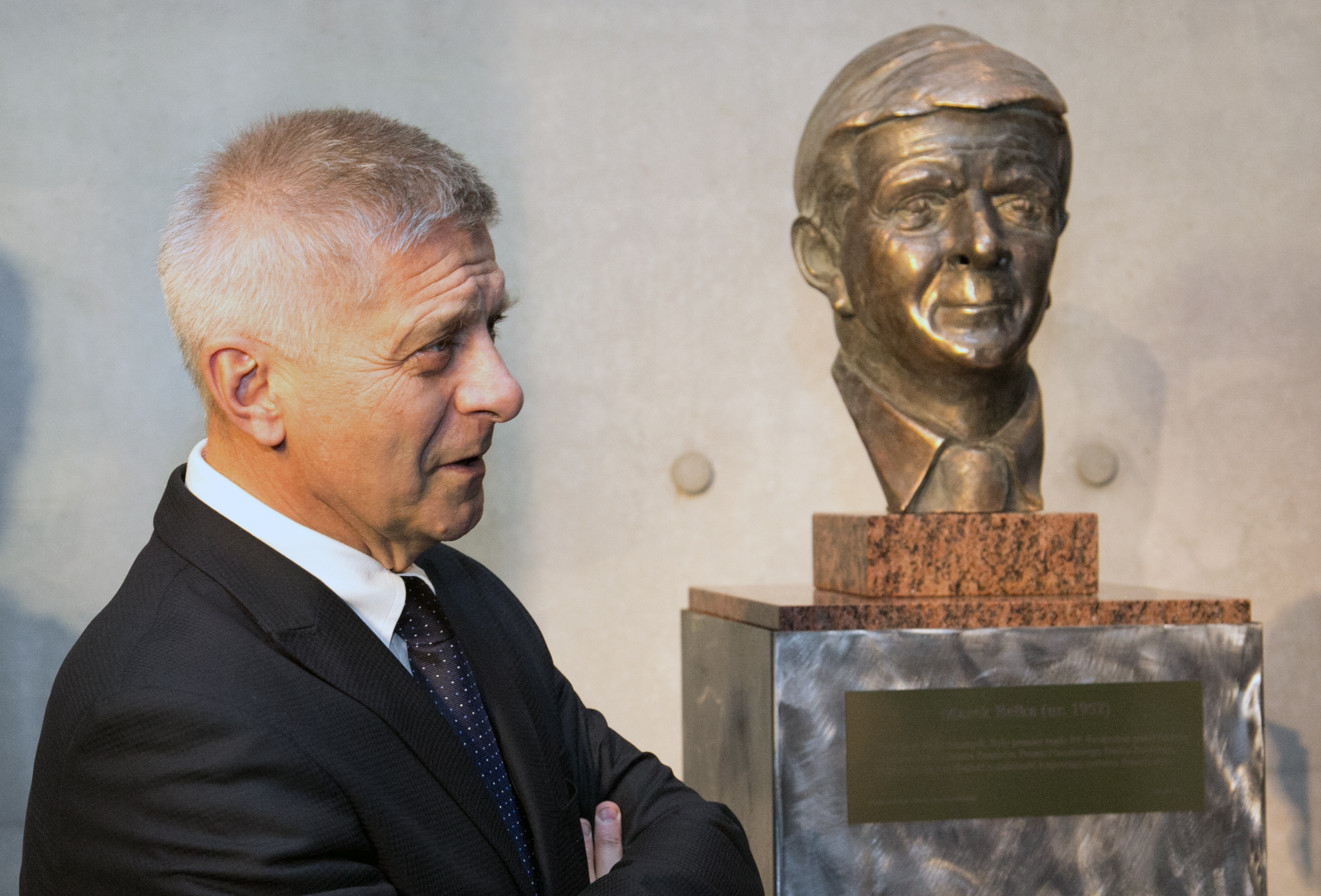
Die Büste Belkas in der Galeria Chwały Polskiej Ekonomii, hier bei der Enthüllung in der Warschauer Börse im März 2014

Marek Marian Belka [ˈmarɛk ˈbɛlka] (* 9. Januar 1952 in Łódź) ist ein polnischer Ökonom und Professor für Wirtschaftswissenschaften und ehemaliger Politiker des Bunds der Demokratischen Linken (SLD). Er war Leiter der Zentralbank Polens und von 2004 bis 2005 polnischer Ministerpräsident.

## Leben
Marek Belka studierte Wirtschaftswissenschaften und Soziologie. Er promovierte 1978 mit dem Thema „Antiinflations-Politik in entwickelten kapitalistischen Staaten“, was ihm einen Studienaufenthalt in den USA einbrachte. 1980 wurde er sozialistischer Parteisekretär der wirtschaftspolitischen Fakultät der Universität Łódź. 1994 wurde der inzwischen parteilose Belka ordentlicher Professor. Nachdem Aleksander Kwaśniewski Präsident wurde, wechselte Belka in den Beraterstab des Präsidenten.
Im Jahr 2004 wurde er Ministerpräsident Polens. Zuvor war er zwei Mal polnischer Finanzminister gewesen und hatte sich mit seinem rigiden Sparkurs in der Öffentlichkeit unbeliebt gemacht. Als langjähriger Wirtschaftsberater Aleksander Kwaśniewskis genoss er dessen Vertrauen – ein Vorteil bei der Regierungsarbeit, bei der der SLD nicht über die parlamentarische Mehrheit verfügte. Am 14. Mai 2004 verlor er im polnischen Sejm eine Vertrauensabstimmung mit 188 zu 262 Stimmen. Nach dieser herben Niederlage trat er von seinem Amt als Ministerpräsident zurück. Staatspräsident Kwaśniewski berief ihn allerdings erneut in das Amt und er wurde letztendlich vom Parlament Ende Juni 2004 mit 236 zu 215 Stimmen bestätigt. Da er im Mai 2005 keine Zukunft für die von ihm geführte Minderheitsregierung der SLD mehr sah, bot er Präsident Kwaśniewski am 6. Mai 2005 seinen Rücktritt an, um für den Frühsommer vorgezogene Wahlen herbeizuführen. Kwaśniewski lehnte sein Rücktrittsgesuch jedoch ab, Belka amtierte weiter bis zum 10. Oktober 2005.
Am 16. Juli 2008 verlieh ihm die Universität Potsdam die Ehrendoktorwürde. Im Januar 2009 wurde Belka Leiter der Europaabteilung des Internationalen Währungsfonds. Zum Chef der Polnischen Zentralbank, als Nachfolger des verstorbenen Sławomir Skrzypek, wurde Belka am 10. Juni 2010 gewählt. Im Oktober 2013 wurde er in die Galeria Chwały Polskiej Ekonomii aufgenommen. Im Juni 2014 löste das Magazin Wprost durch die Veröffentlichung abgehörter Gespräche des Innenministers Bartłomiej Sienkiewicz (Platforma Obywatelska) mit Belka eine Affäre aus. Sienkiewicz soll Belka beeinflusst haben, die Regierungspartei durch geldpolitische Maßnahmen zu begünstigen, Belka von Sienkiewicz im Gegenzug die Ablösung des Finanzministers Rostowski verlangt haben.
2019 wurde er als Kandidat der Europäischen Koalition, der gemeinsamen Liste der linken, liberalen und liberal-konservativen Oppositionsparteien, ins Europäische Parlament gewählt, konnte aber bei den Europawahlen 2024 als Kandidat der Lewica das Mandat nicht verteidigen.
Im Umfeld der Parlamentswahl in Polen 2023 sprach er in einem Interview von der Notwendigkeit einer möglichst schnellen „Entrattung“ (odszczurzanie) des polnischen Staatswesens, worunter er die Entfernung von Kadern der PiS-Partei aus öffentlichen Unternehmen und Behörden sowie eine „Gesundung“ der Medien versteht. Dies wurde in einigen Medien auch außerhalb der Kreise der PiS als verhetzender Sprachgebrauch geschildert. Zudem wurde auf Belkas frühere Mitgliedschaft in der sozialistischen Staatspartei PZPR hingewiesen sowie eine Parallele zur politischen Rhetorik des Regimes unter Wojciech Jaruzelski ausgemacht.
Marek Belka spricht neben Polnisch fließend Deutsch, Englisch und Russisch.